# Puchar Zdobywców Pucharów (1991/1992)
XXXII Puchar Europy Zdobywców Pucharów 1991/1992

(ang. European Cup Winners’ Cup)

## 1/32 finału
| SV Stockerau – Tottenham Hotspur 0:1 i 0:1 1 21.08 1991 0:1 Durie 39 (mecz w Wiedniu) 2 04.09 1991 0:1 Mabbut 42                                                                      |
| Galway United – Odense Boldklub 0:3 i 0:4 1 21.08 1991 0:1 Donnerup 38, 0:2 Nedergaard 48, 0:3 Elstrup 68 2 03.09 1991 0:1 Nedergaard 35, 0:2 Hansen 51, 0:3 Harder 81, 0:4 Thorup 88 |

## 1/16 finału
| SC Bacau – Werder Brema 0:6 i 0:5 1 18.09 1991 0:1 Rufer 9, 0:2 Rufer 12, 0:3 Rufer 31, 0:4 Bratseth 63, 0:5 Votava 78, 0:6 Neubarth 80 2 01.10 1991 0:1 Kohn 6, 0:2 Eilts 8, 0:3 Kohn 17, 0:4 Bratseth 66, 0:5 Bode 70              |
| Lewski Sofia – Ferencvárosi TC 2:3 i 1:4 1 18.09 1991 0:1 Diesiatnik 6, 1:1 Dartiłow 36, 1:2 Lipcsei 72, 1:3 Lipcsei 81, 2:3 Bankow 89 2 02.10 1991 0:1 Lipcsei 1, 0:2 Albert 28, 0:3 Diesiatnik 57, 1:3 Dimitrow 73, 1:4 Lipcsei 90 |
| Odense Boldklub – Baník Ostrawa 0:2 i 1:2 1 18.09 1991 0:1 Skarabela 42, 0:2 Časko 81 2 02.10 1991 1:0 Bordingaard 8, 1:1 Chylek 81, 1:2 Steffensen 83s                                                                              |
| Stahl Eisenhüttenstadt – Galatasaray SK 1:2 i 0:3 1 18.09 1991 1:0 Bartz 42, 1:1 Kosecki 45, 1:2 Keser 71 2 02.10 1991 0:1 Kosecki 20k, 0:2 Arif 66, 0:3 Mustafa 87                                                                  |
| Fyllingen Fotball – Atlético Madryt 0:1 i 2:7 1 18.09 1991 0:1 Manolo 30 2 02.10 1991 0:1 Schuster 4, 0:2 Manolo 18, 0:3 Manolo 34k, 0:4 Soler 40, 1:4 Tengs 54, 2:4 Tengs 68, 2:5 Futre 81, 2:6 Manolo 86, 2:7 Schuster 89          |
| Athinaikos AS – Manchester United 0:0 i 0:2 (dog) 1 18.09 1991 2 02.10 1991 0:1 Hughes 109, 0:2 McClair 111 |
| GKS Katowice – Motherwell 2:0 i 1:3 1 18.09 1991 1:0 R. Szewczyk 42, 2:0 Wolny 81 2 02.10 1991 0:1 Kirk 29, 1:1 Rzeźniczek 67, 1:2 Cusak 86, 1:3 Kirk 89                                                                             |
| Omonia Nikozja – Club Brugge 0:2 i 0:2 1 18.09 1991 0:1 Dziubiński 3, 0:2 F. Booy 47 2 02.10 1991 0:1 F. Booy 66, 0:2 van der Heyden 86                                                                                              |
| Partizani Tirana – Feyenoord 0:0 i 0:1 1 18.09 1991 2 02.10 1991 0:1 Bosz 87 |
| Knattspyrnufélagið Valur – FC Sion 0:1 i 1:1 1 17.09 1991 0:1 Rey 80 2 02.10 1991 1:0 Einarsson 68, 1:1 Orlando 78 |
| Valletta FC – FC Porto 0:3 i 0:1 1 19.09 1991 0:1 Kostadinov 30, 0:2 I. Timofte 40k, 0:3 Michtarski 58 2 02.10 1991 0:1 I. Timofte 90                                                                                                |
| Hajduk Split – Tottenham Hotspur 1:0 i 0:2 1 17.09 1991 1:0 Novaković 63 (mecz w Linzu) 2 02.10 1991 0:1 Tuttle 7, 0:2 Durie 15 |
| CSKA Moskwa – AS Roma 1:2 i 1:0 1 18.09 1991 0:1 Fokin 46s, 1:1 Siergiejew 52, 1:2 Rizzitelli 72 2 02.10 1991 1:0 Dmitrijew 41 |
| Glenavon F.C. – Tampereen Ilves 3:2 i 1:2 1 17.09 1991 0:1 Aaltonen 12, 1:1 Ferguson 32, 2:1 McBride 60k, 2:2 Dziadulewicz 78, 3:2 Conville 80 2 02.10 1991 0:1 Mattila 40k, 0:2 Mattila 70, 1:2 Ferguson 75                         |
| IFK Norrköping – Jeunesse Esch 4:0 i 2:1 1 18.09 1991 1:0 M. Karlsson 45, 2:0 J. Eriksson 49, 3:0 Hellström 70, 4:0 Vaattovaara 71k 2 02.10 1991 1:0 J. Eriksson 2, 2:0 Kindvall 40, 2:1 Marinelli 83                                |
| Swansea Town – AS Monaco 1:2 i 0:8 1 17.09 1991 0:1 Passi 8k, 0:2 Rui Barros 27, 1:2 Legg 71 2 01.10 1991 0:1 Weah 6, 0:2 Fofana 18, 0:3 Rui Barros 30, 0:4 Passi 31, 0:5 Harris 39s, 0:6 Djorkaeff 65, 0:7 Weah 85, 0:8 Passi 89    |

## 1/8 finału
| Werder Brema – Ferencvárosi TC 3:2 i 1:0 1 23.10 1991 1:0 Neubarth 28, 2:0 K. Allofs 33, 2:1 Lipcsei 35, 3:1 Neubarth 40, 3:2 Lipcsei 73 2 06.11 1991 1:0 Bode 47                                                |
| Galatasaray SK – Baník Ostrawa 0:1 i 2:1 1 23.10 1991 0:1 Ollender 69 2 06.11 1991 0:1 Ollender 30, 1:1 Yussuf 41, 2:1 Kosecki 43k                                                                               |
| Atlético Madryt – Manchester United 3:0 i 1:1 1 23.10 1991 1:0 Futre 33, 2:0 Futre 87, 3:0 Manolo 89 2 06.11 1991 0:1 Hughes 4, 1:1 Schuster 68                                                                  |
| GKS Katowice – Club Brugge 0:1 i 0:3 1 23.10 1991 0:1 Staelens 20 2 06.11 1991 0:1 Verspaille 50, 0:2 Staelens 58, 0:3 Schaessens 78                                                                             |
| FC Sion – Feyenoord 0:0 i 0:0, karne 3:5 1 23.10 1991 2 06.11 1991 |
| Tottenham Hotspur – FC Porto 3:1 i 0:0 1 23.10 1991 1:0 Lineker 14, 2:0 Durie 32, 2:1 Kostadinow 51, 3:1 Lineker 83 2 07.11 1991                                                                                 |
| Tampereen Ilves – AS Roma 1:1 i 2:5 1 23.10 1991 0:1 Camevale 20, 1:1 Czakon 65 2 06.11 1991 0:1 Mattila 1s, 0:2 Rizzitelli 2, 0:3 Di Mauro 14, 0:4 Carnevale 47, 0:5 Carnevale 77, 1:5 Czakon 80, 2:5 Czakon 88 |
| IFK Norrköping – AS Monaco 1:2 i 0:1 1 23.10 1991 0:1 R. Mendy 18, 1:1 Hellström 22, 1:2 Weah 48 2 06.11 1991 0:1 Robert 26                                                                                      |

## 1/4 finału
| Werder Brema – Galatasaray SK 2:1 i 0:0 1 04.03 1992 0:1 Kosecki 33, 1:1 Kohn 79, 2:1 Bester 83 2 18.03 1992                                                                                 |
| Atlético Madryt – Club Brugge 3:2 i 1:2 1 04.03 1992 1:0 Schuster 30, 1:1 Verspaille 32, 1:2 Beyens 43, 2:2 Toni 47, 3:2 Futre 57 2 18.03 1992 1:0 Futre 11, 1:1 Ouerter 42k, 1:2 F. Booy 63 |
| Feyenoord – Tottenham Hotspur 1:0 i 0:0 1 04.03 1992 1:0 Kiprich 56 2 18.03 1992 |
| AS Roma – AS Monaco 0:0 i 0:1 1 04.03 1992 2 18.03 1992 0:1 Rui Barros 44 |

## 1/2 finału
| Club Brugge – Werder Brema 1:0 i 0:2 1 01.04 1992 1:0 Amokachi 5 2 15.04 1992 0:1 Bode 31, 0:2 Bockemeld 60                                                                    |
| AS Monaco – Feyenoord 1:1 i 2:2 1 01.04 1992 0:1 Robert Witschge 9, 1:1 Valéry 26 2 15.04 1992 1:0 Weah 33, 2:0 Rui Barros 49, 2:1 Robert Witschge 51, 2:2 Marian Damaschin 87 |

## Finał
| 6 maja 1992 Lizbona Estádio da Luz (15 000) Werder Brema – AS Monaco 2:0 (1:0) Sędzia: Pietro d’Elia (Włochy) Bramki: 1:0 Klaus Allofs 40, 2:0 Wynton Rufer 55 Żółte kartki: Mirko Votava / Marcel Dib, Jerome Gnako, George Weah Sportverein Werder Bremen von 1899 (trener Otto Rehhagel): Jürgen Rollmann – Rune Bratseth, Thomas Wolter (34 Thomas Schaaf), Ulrich Borowka, Manfred Bockenfeld – Mirko Votava (kapitan), Dieter Eilts, Frank Neubarth (75 Stefan Kohn), Marco Bode – Wynton Rufer, Klaus Allofs Association Sportive de Monaco Football Club (trener Arsene Wenger): Jean-Luc Ettori (kapitan) – Patrick Valery (62 Youri Djorkaeff), Roger Mendy, Emmanuel Petit, Luc Sonor – Jerome Gnako, Rui Barros, Marcel Dib, Gerald Passi – George Weah, Yousouf Falikou Fofana (58 Benjamin Clement) |